# Bryanova–Chamorrova smlouva
Bryanova-Chamorrova smlouva je dohoda mezi Spojenými státy a Nikaraguou z 5. srpna 1914. Na jejím základě, i přes protesty středoamerických států sousedících s Nikaraguou, získaly Spojené státy právo postavit kanál spojující Atlantský a Tichý oceán. Navíc zde mohly zřídit námořní základnu. Pod svou správu také dostaly ostrovy Corn Islands v Karibském moři. Za tato všechna práva Spojené státy zaplatily 3 miliony dolarů, avšak nikdy jich nevyužily.
Smlouva je pojmenována po signatářích. Na americké straně jí podepsal ministr zahraničí William Jennings Bryan, na nikaragujské vládní zmocněnec generál Emiliano Chamorro. Oficiálně byla zrušena 14. července 1970.